# Thylamys pusillus
Thylamys pusillus är en pungdjursart som först beskrevs av Anselme Gaëtan Desmarest 1804. Thylamys pusillus ingår i släktet Thylamys och familjen pungråttor. IUCN kategoriserar arten globalt som livskraftig. Inga underarter finns listade.
Arten når en kroppslängd (huvud och bål) av 75 till 120 mm, en svanslängd av 90 till 134 mm och en vikt av 12 till 29,5 g. Den har 8 till 15 mm långa bakfötter och 18 till 24 mm långa öron. Svansen är uppdelad i en ljus och ett mörkt avsnitt. Den tjocka pälsen har på ovansidan en gråbrun färg och undersidan är gul- eller vitaktig. Även på kinderna och på extremiteterna finns ljus päls. Thylamys pusillus har svarta ögonringar med otydlig övergång till den ljusare pälsen. Några exemplar har en väl utvecklad körtel vid strupen.
Pungdjuret förekommer i Bolivia, Paraguay och norra Argentina. Arten vistas där i torra områden med sparsamt växtlighet.
Ett exemplar hittades vilande under en kaktus vid 1950 meter över havet. En annan individ var aktiv efter snöfall men det antas att Thylamys pusillus håller vinterdvala liksom den andra arten i släktet. Individerna vilar i grottor eller i övergivna bon av andra djur. De äter främst frukter och insekter. Före vintern lagras fett i svansen som en energireserv. Honor kan troligen ha två kullar per år och per kull föds upp till 15 ungar.